# (119956) 2002 PA149
(119956) 2002 PA149, também escrito como (119956) 2002 PA149, é um objeto transnetuniano que está localizado no Cinturão de Kuiper, uma região do Sistema Solar. Este corpo celeste está em uma ressonância orbital de 4:7 com o planeta Netuno. Ele possui uma magnitude absoluta de 6,1 e, tem cerca de 265 km de diâmetro.

## Descoberta
(119956) 2002 PA149 foi descoberto no dia 10 de agosto de 2002.

## Órbita
A órbita de (119956) 2002 PA149 tem um semieixo maior de 43,828 UA e um período orbital de cerca de 290 anos. O seu periélio leva o mesmo a 36,248 UA em relação ao Sol e seu afélio a uma distância de 51,408 UA. Ele tem uma ressonância orbital de 4:7 com planeta Planeta.